# Església de Sant Pere i Sant Pau (Luxemburg)
L'Església de Sant Pere i Sant Pau (en luxemburguès: Russesch-orthodox Kierch zu Lëtzebuerg) és la primera església russa ortodoxa a la Ciutat de Luxemburg, al sud de Luxemburg. Està sota la jurisdicció de la Diòcessi de l'Europa Occidental de l'església Ortodoxa Russa.
El 1975, amb el permís de les autoritats locals va obtenir una parcel·la de terra. El 1979, l'arquebisbe Anthony (Bartoshevich) va col·locar la primera pedra de l'església. El temple va ser consagrat el 12 de juliol de 1982 en honor dels Sants Apòstols Pere i Pau. El primer sacerdot, que actualment segueix en actiu, és Sergey Pukh.